# Rörflen
Rörflen (Phalaris arundinacea) är ett storväxt gräs med grova, styva, raka strån och breda blad. Det växer vid stränder, i vattengropar och diken med mera och blir där inte sällan två meter högt; det förekommer någon gång även mera lågväxt även på torrlagd mark. Småaxet har en enda utvecklad blomma med styvt och glansigt ytterblomfjäll som är kortare än båda tomfjällen; dessutom innehåller småaxet två små förkrymta blommor av pensellik form, en på var sin sida av ytterblomfjällets bas.
Denna art är utbredd över hela Norden och ett inhemskt gräs, som odlas som prydnadsväxt, nämligen i sorten 'Picta', som har vitrandiga blad och vanligen kallas randgräs. Ofta ser man detta gräs, "det randiga människogräset", planterat på kyrkogårdar, där det står för att, såsom en författare säger, "påminn om att ingen människas liv är den andras likt, utan skiftar som gräsets blad".
Som fodergräs lämnar rörflenen mycket stor avkastning, men blir tidigt för grovt och hårt. Stränder med osäker mark blir fastare, om de planteras med jordstamsbitar av rörflen, förankrade genom vidbundna stenar. Detta storväxta gräs kan liksom vass användas till beläggning av väggar, som ska rappas.
Rörflenens goda etableringsförmåga och den höga avkastningen, som är likartad i hela Sverige, har gjort att växten kommit ifråga som energigräs. Den skördas då vanligtvis på våren, vilket gör att man får en torr bränsleråvara och att en stor del av växtnäringen lämnas kvar i marken -tillgänglig för nästa växtsäsong. En nackdel som bränsleråvara är dock rörflenens höga askhalt. Goda fiberegenskaper har gjort att den också testats som råvara till pappersmassa.
En äldre vetenskaplig synonym var Typhoides arundinacea.
Rörflen innehåller de potenta psykedeliska alkaloiderna N,N-dimetyltryptamin (DMT) samt 5-metoxi-N,N-dimetyltryptamin (5-MeO-DMT). Grästuvor i naturen innehåller endast små mängder av dessa material. Odlat gräs kan med manipulering av växtförutsättningarna stressas att producera betydligt högre halter av de aktiva substanserna.